# Claudio Merenda
Claudio Merenda (Potenza, 24 febbraio 1921 – 16 aprile 2008) è stato un politico e avvocato italiano.

## Biografia
Esponente della Democrazia Cristiana, ricoprì la carica di deputato per quattro legislature, venendo eletto alle politiche del 1953 (27.920 preferenze), alle politiche del 1958 (33.356 preferenze), alle politiche del 1963 (36.118 preferenze) e alle politiche del 1968 (27.007 preferenze).
Terminò il mandato parlamentare nel 1972. Ricoprì poi il rulo di consigliere di stato e di Presidente del TAR di Aosta